# Bataille du Détroit
La bataille du Détroit (en arabe : waq‘at al-majāz) se déroule au début de l'année 965 entre les flottes de l'Empire byzantin et le califat fatimide au niveau du détroit de Messine. Elle débouche sur une importante victoire fatimide et l'échec définitif de la tentative de Nicéphore II Phocas de reconquérir la Sicile.
Guerres arabo-byzantines
Batailles
- Mu'tah (629)
- Ajnadayn (634)
- Damas (634)
- Fahl (635)
- Yarmouk (636)
- Jérusalem (636-637)

- Héliopolis (640)
- Nikiou (646)

- Sufétula (647)
- Tahouda (683)
- Mammès (688)
- Carthage (698)
- Oued Nini (698)

- 1re Constantinople (674-678)
- Sébastopolis (692)
- Tyane (~708)
- 2e Constantinople (717-718)
- Andrinople (718)
- Nicée (727)
- Akroinon (740)

- Kamacha (766)
- Invasion de l'Asie Mineure (782)
- Kopidnadon (788)
- Krasos (804)
- Invasion de l'Asie Mineure (806)
- Anzen (838)
- Amorium (838)
- Mauropotamos (844)
- Poson (863)
- Bathys Ryax (872 ou 878)

- Syracuse (877-878)
- Stelai ou 1re Milazzo (880)
- 2e Milazzo (888)
- Taormine (902)
- Garigliano (915)
- Détroit (965)
- Georges Maniakès en Sicile (1038-1040)

- Phœnix de Lycie (655)
- Keramaia (746)
- Conquête musulmane de la Crête (années 820)
- Damiette (853)
- Raguse (866-868)
- Kardia (~872-873)
- Golfe de Corinthe (~873)
- Céphalonie (880)
- Chalcis (~883)
- Thessalonique (904)

- Portes ciliciennes (878)
- Campagnes de Jean Kourkouas (926-944)
- Marach (953)
- Raban (958)
- Andrassos (960)
- Campagnes de Nicéphore II Phocas (956-969)
- Chandax (960-961)
- Alexandrette (971)
- Campagnes de Jean Tzimiskès (~950-975)
- Gués de l'Oronte (994)
- Alep (994-995)
- Apamée (998)
- Campagnes de Basile II (979-999)
- Azâz (1030)

## Contexte
La prise de Taormine (902) par les Aghlabides marque la fin effective de la conquête musulmane de la Sicile mais les Byzantins conservent quelques avant-postes sur l'île, Taormine elle-même étant perdue par les Arabes peu de temps plus tard. En 909, les Fatimides s'emparent de la province aghlabide d'Ifriqiya, dont la Sicile fait partie. Les Fatimides perpétuent la tradition du djihad, à la fois contre les forteresses chrétiennes au nord-est de la Sicile et, plus particulièrement, contre les possessions byzantines dans le Sud de l'Italie,.
Lors de la reconquête byzantine de la Crète en 960-961, les Fatimides ne peuvent ou ne veulent intervenir, en raison tant d'une trêve avec l'Empire que de la distance entre l'île et le cœur du califat fatimide,. Toutefois, ils tournent rapidement leur attention vers la Sicile où ils décident de réduire les dernières positions byzantines de Taormine, des forts de Val Demone et Val di Noto et de Rometta. Taormine est prise par le gouverneur Ahmad ibn al-Hasan al-Kalbi le jour de Noël 962, après plus de neuf mois de siège. L'année suivante, son cousin al-Hasan ibn Ammar al-Kalbi met le siège devant Rometta. La garnison de cette dernière demande de l'aide à l'empereur Nicéphore II qui prépare une grande expédition, conduite par le patrice Nicétas Abalantès et son propre neveu, Manuel Phocas,.

## La bataille
L'armée byzantine débarque en octobre 964 et s'empare rapidement de Messine et des forts du Val Demone mais sa tentative de lever le siège de Rometta échoue, au terme d'une défaite notable lors de laquelle Manuel Phocas périt. Sans espoir de renforts, Rometta tombe au printemps 965,,.
Après leur défaite devant Rometta, les forces byzantines restantes sont contraintes de se retirer vers Messine. De là, Nicétas et la flotte byzantine tentent de franchir le détroit pour rejoindre le continent. Toutefois, ils sont interceptés par le flotte fatimide conduite par Ahmad al-Kalbi. Dans la bataille qui s'ensuit, connue dans les sources arabes comme la bataille du Détroit, le gouverneur arabe utilise différents moyens pour attaquer les navires adverses. Selon la description d'Heinz Halm, « Ils auraient plongé de leurs navires pour nager jusqu'aux vaisseaux adverses, ils auraient attaché des cordes aux rames, avec des pots en terre cuite contenant une forme de feu grégeois pour ensuite les faire glisser vers les navires byzantins pour qu'ils se brisent dessus ». Cette tactique finit par réussir et de nombreux navires byzantins sont détruits, conduisant à une victoire fatimide. Selon les historiens arabes, un millier de prisonniers sont capturés, dont l'amiral byzantin Nicétas et plusieurs de ses officiers,.

## Suites
Cette défaite oblige les Byzantins à demander une nouvelle trêve en 966-967, conduisant à la signature d'un traité de paix qui confirme la domination fatimide sur la Sicile. En outre, les Byzantins doivent payer un tribut en échange de la fin des raids arabes en Calabre. Les deux belligérants souhaitent alors la paix car ils sont tous les deux occupés par d'autres problèmes. Phocas mène alors une guerre contre les Hamdanides et tente de conquérir la Cilicie tandis que les Fatimides planifient l'invasion de l'Égypte,. Le calife Al-Muizz li-Dîn Allah refortifie plusieurs villes en Sicile au cours de cette époque, construit des mosquées du vendredi et installe des Musulmans dans les villes chrétiennes dans le Val Demone. Toutefois, Taormine est rasée, peut-être en raison des stipulations du traité de paix, et n'est pas repeuplée avant 976,.
Parmi les clauses du traité, les prisonniers byzantins (dont Nicétas) font l'objet du paiement d'une rançon par l'Empire byzantin. Nicétas a passé sa captivité en Ifriqiya, copiant les homélies de Basile de Césarée et Grégoire de Nazianze dans un manuscrit calligraphié. Après sa libération, il le donne à un monastère. Le manuscrit est désormais conservé à la Bibliothèque nationale de France à Paris.